# 20480 Антоншраут
20480 Антоншраут (1999 NT31, 1991 KU2, 1992 WH3, 1998 HY39, 20480 Antonschraut) — астероїд головного поясу, відкритий 14 липня 1999 року.
Тіссеранів параметр щодо Юпітера — 3,485.